# 新田塚站

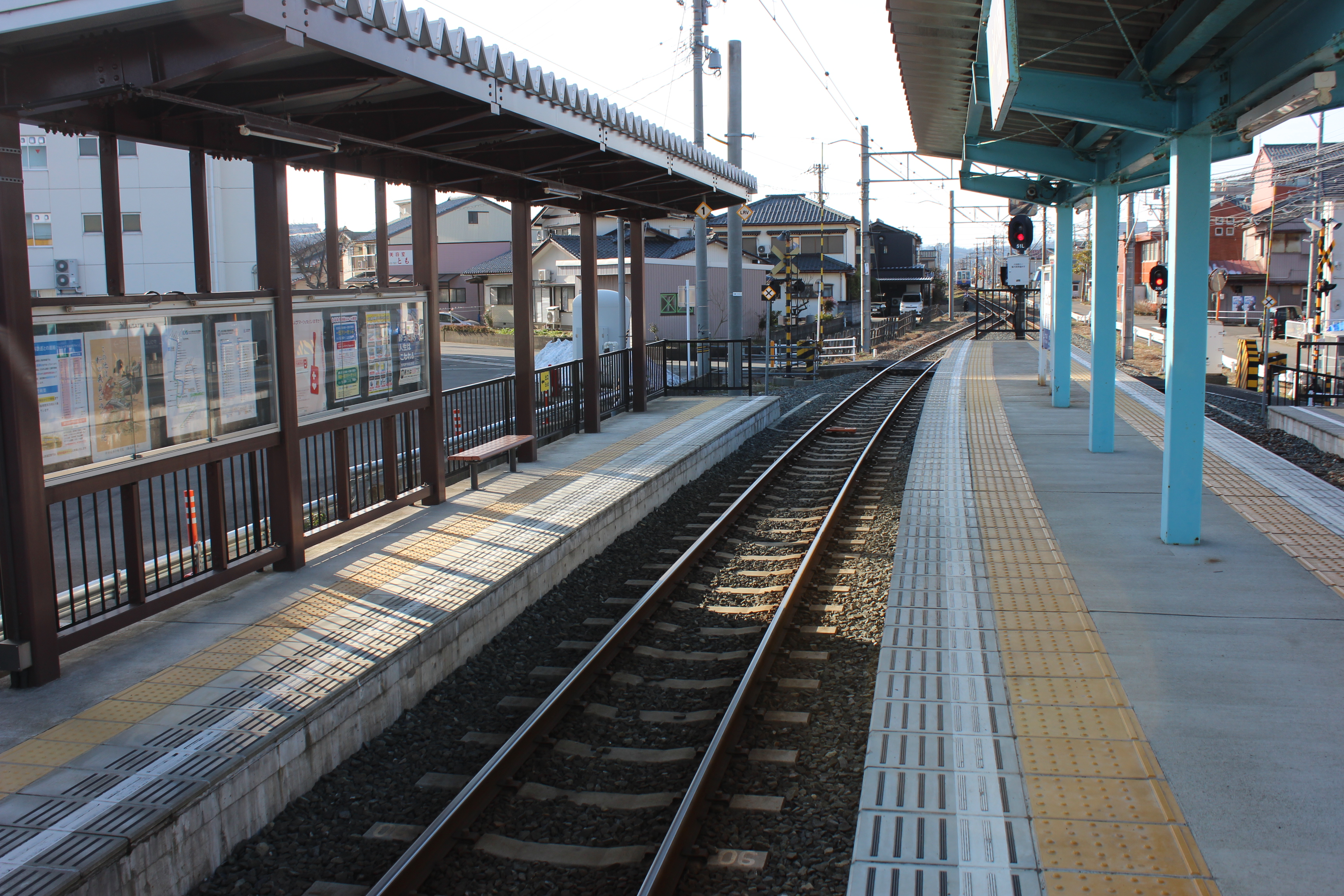
攝於高地台月台，左邊為低地台月台。

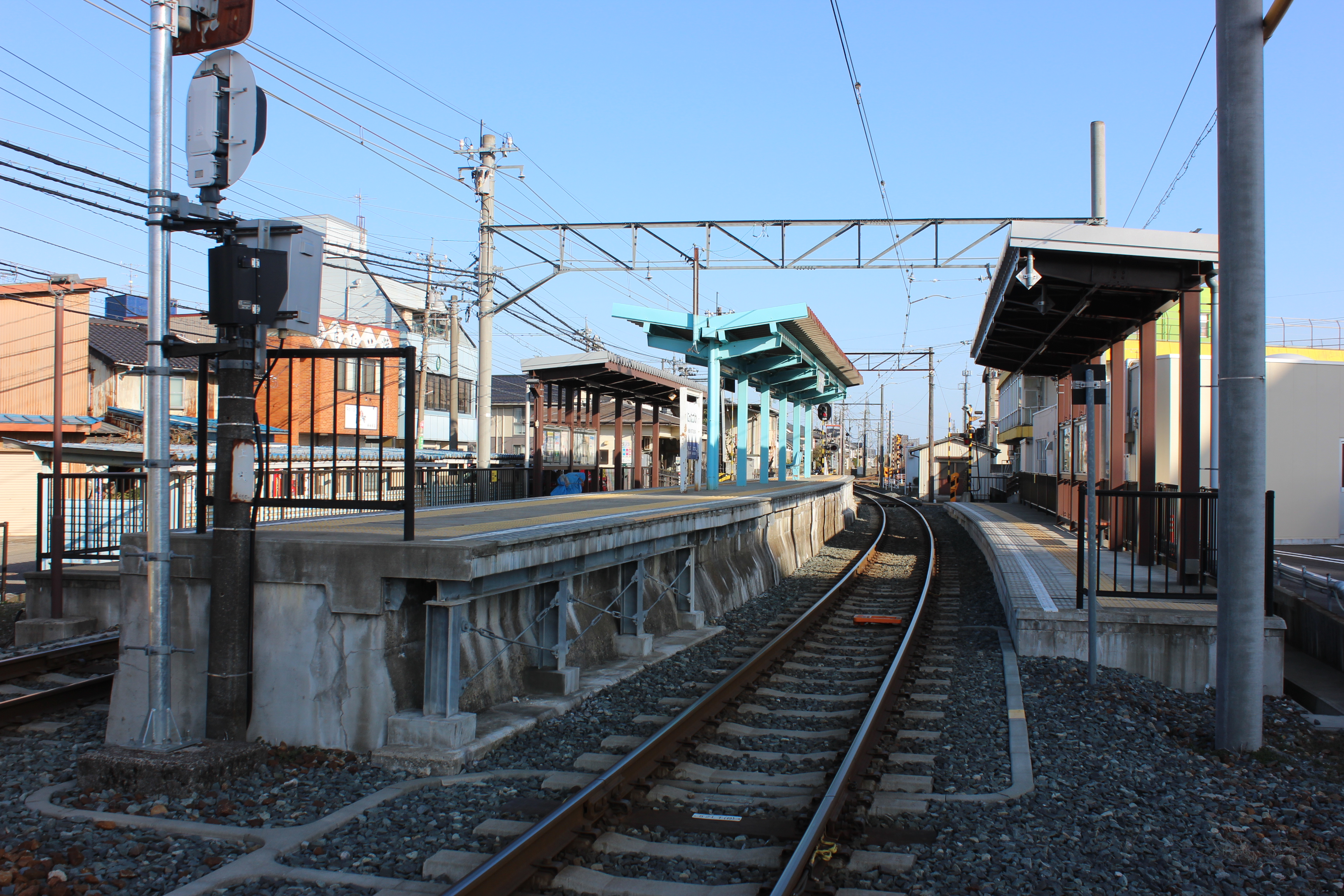
站向望向站內。左邊為高地台月台，右邊為低地台月台。

新田塚站（日语：／ Nittazuka eki */?）是位於福井縣福井市新田塚二丁目，越前鐵道的三國蘆原線車站。車站編號為E30。

## 車站構造
車站是一座地面車站，設有3面2線月台。原本此站設有1面2線的島式高地台月台，後來由於開始有列車從福武線直通，便在兩條路軌外邊各增設單式月台。使現時設有2面3線的月台。列車靠左進站，並可進行列車交會。售票櫃臺與檢票口至月台之間設有站內平交道。
在2007年8月31日前，平日設有福井站至此站的區間列車班次，後來統一至於西長田站（現時：西長田百合之里站）折返後取消區間列車班次。
此站設有售票櫃臺（除了早上和深夜時段休息）。此站沒商店。

### 月台
| 月台                 | 路線        | 月台類型                      | 方向                               | 備註                                 |
| -------------------- | ----------- | ----------------------------- | ---------------------------------- | ------------------------------------ |
| 下行（車站大樓一方） | ■三國蘆原線 | 低地台月台 （鳳凰田原線專用） | 鷲塚針原方向                       | 低地台月台出發的所有列車通過「中角」 |
| 下行（車站大樓一方） | ■三國蘆原線 | 高地台月台                    | 三國方向                           |                                      |
| 上行（車站大樓對面） | ■三國蘆原線 | 高地台月台                    | 福井方向                           |                                      |
| 上行（車站大樓對面） | ■三國蘆原線 | 低地台月台 （鳳凰田原線專用） | 田原町、（直通至福武線）武生新方向 |                                      |

## 歷史
- 1928年12月30日：三國蘆原電鐵車站啟用[1]。
- 1942年9月1日：京福電氣鐵道收購合併三國蘆原電鐵[5]，成為三國蘆原線車站[6]。
- 2001年6月25日：由於在越前本線發生事故（日语：京福電気鉄道越前本線列車衝突事故），此站暫停服務[7][8]。
- 2003年：

- 2月1日：車站設施轉讓至越前鐵道。
- 7月20日：越前鐵道車站重開。

- 2016年3月27日：福井鐵道福武線開始直通運輸三國蘆原線內田原町站至鷲塚針原站之間[3]。
- 2024年10月11日：越前鐵道及福井鐵道均可使用ICOCA及全國通用IC卡付款[10][11]。

## 使用狀況
以下為一日平均上下車人次：
| 上下車人次變化 | 上下車人次變化 |
| 年度           | 1日平均人次    |
| -------------- | -------------- |
| 2011年         | 475            |
| 2012年         | 457            |
| 2013年         | 478            |
| 2014年         | 475            |
| 2015年         | 444            |
| 2016年         | 489            |
| 2017年         | 517            |
| 2018年         | 550            |
| 2019年         | 519            |
| 2020年         | 449            |
| 2021年         | 257            |

## 車站周邊
車站位於福井市區西北端。在車站大樓西邊設有清閑的住宅區，在該處也可望見廣寬的田園風景。在東邊設有民間綜合診所與相關建築物。
車站名稱與地名取自車站東南方400米處的燈明寺畷新田義貞傳說戰死之地。在2007年第二代八島站啟用後，傳說戰死之地比較接近第二代八島站。另外，車站所在地新田塚二丁目是在福井市超過700個地名（町、丁目）中，擁有最大規模人口的地方（在平成19年福井市統計書中推算人口3,587人，現福井市人口約1.3%）。
- 精練（日语：セーレン）新田塚工場

## 巴士路線
- 合乘的士站 新田塚站的士站（車站大樓正面）
  - 福井市合乘的士高屋路線 前往二日市第2（星期日、假日暫停）
  - Keikan交通合乘的士新田塚春江線　前往安澤
- 福井綜合診所（越過平交道前往車站南方約100米處）
- 京福巴士（日语：京福バス）巴士站　福井綜合診所巴士站（福井綜合診所正面玄關附近）
  - 26 福井綜合醫院線（星期日、假日暫停）
    - 福井醫療大學方向 前往福井綜合醫院（日语：福井総合病院）

  - 23 福井綜合診所線、26 福井綜合醫院線 （星期日、假日暫停）
    - 經藤島高校（日语：福井県立藤島高等学校）前 前往福井站

## 相鄰車站
越前鐵道
■三國蘆原線
□快速（只有上行班次）、■急行（所有班次均直通至福井鐵道福武線）
八島（E29）－新田塚（E30）－鷲塚針原（E32）
■普通
八島（E29）－新田塚（E30）－中角（E31）

## 注腳
1. 1 2 3  川島 2010，第83頁.
2. ↑  . ITmediaビジネスONLiNE. 2016-08-19  [2021-03-02]. （原始内容存档于2021-11-01） （日语）.
3. 1 2  . MyNavi新聞. 2016-03-27  [2021-03-02]. （原始内容存档于2021-10-19） （日语）.
4. ↑  . 福井新聞ONLINE. 2020-08-02  [2021-03-02]. （原始内容存档于2020-11-01）.
5. ↑  京福 2003，第29頁.
6. ↑  朝日 2011，第8頁.
7. 1 2 3  朝日 2011，第9頁.
8. ↑  京福 2003，第34頁.
9. ↑  京福 2003，第143頁.
10. ↑  えちぜん鉄道と福井鉄道 交通系ＩＣカード導入１０月１１日〜 （页面存档备份，存于），NHK News，2024年9月22日。
11. ↑  えちぜん鉄道と福井鉄道が交通系ICカード導入　10月11日からICOCA、Suicaなどでキャッシュレス決済対応 （页面存档备份，存于），福井新聞，202年9月7日。
12. ↑  國土數値情報　駅別乗降客數データ - 統計情報リサーチ，2024年2月7日閱覽。

## 外部連結
- 新田塚站 （页面存档备份，存于）（日語） - 越前鐵道
- 電車越前鐵道：新田塚 （页面存档备份，存于）（日語） - 福井鐵道